# Auston Barnes
Auston Barnes (Lansing, 4 dicembre 1991) è un cestista statunitense.

## Palmarès
- Campionato svedese: 1

Södertälje: 2018-2019
- Campionato polacco: 1

Trefl Sopot: 2023-2024